# Pukepoto
La ville de Pukepoto est une localité de la région du Northland, dans le district du Far North située dans l’île du Nord de la Nouvelle-Zélande.

## Situation
Elle est située au sud-ouest de la ville de Kaitaia et au nord-est de celle de  Ahipara.
La forêt d’Herekino siège au sud-est de la ville de Pukepoto,.

## Éducation
- L’école de Pukepoto contribue à l’enseignement primaire (allant des années 1 à 6).

Elle a un taux de décile de 2 et un effectif de 50 élèves.
- L’école de ‘Te Kura Kaupapa Maori o Pukemiro’ est une école primaire allant des années 1 à 8  avec un taux de décile de 1 avec un effectif de 76 élèves[4].

C’est une école de type Kura Kaupapa Māori, qui pratique tout son enseignement en langue Māori.

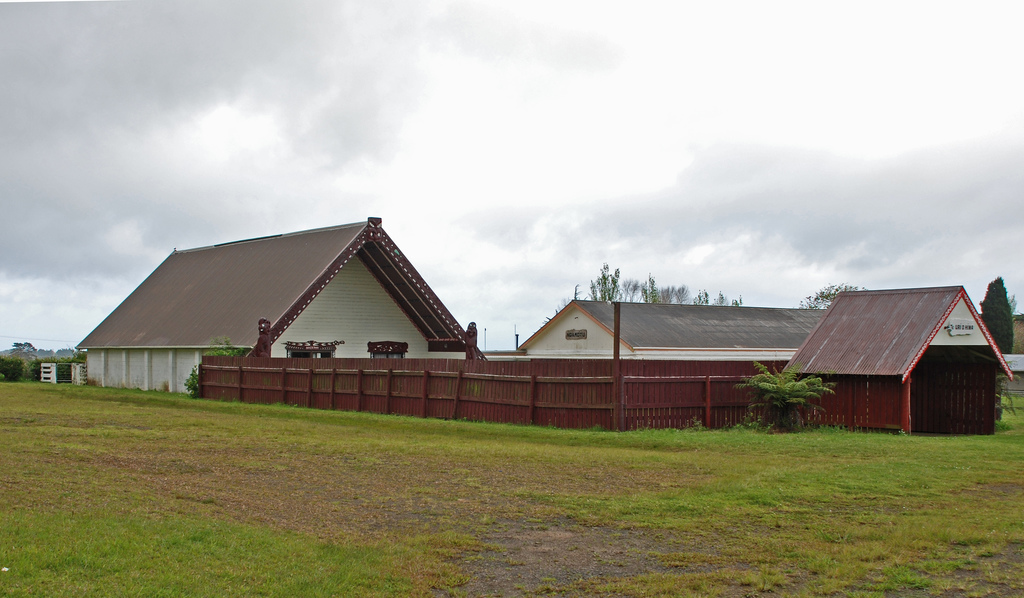
Marae de ‘Nga Uriohina’

Ces deux écoles sont mixtes.